# Juicio Contraofensiva I
El Juicio Contraofensiva I en Argentina inició el 9 de abril del 2019 y se dictó el veredicto el 10 de junio del 2021 en el Tribunal Oral Federal N° 4 de San Martín. En esta causa se juzgaron los delitos de lesa humanidad cometidos durante el terrorismo de Estado en Argentina contra la organización Montoneros en la acción denominada "Contraofensiva Montonera".
Este juicio tuvo la especificidad de ser el único en el que no se juzga por Centro Clandestino de Detención Tortura y Exterminio, sino por casos que acontecieron en diferentes dependencias del estado en el marco de la represión sistemática e ilegal llevada a cabo por  los altos mandos de los batallones de inteligencia 601 y 201,  y del Comando de Instituto Militares. En la causa se juzga las acciones de secuestro y detención ilegal realizadas en Argentina como así también en Perú, Bolivia, Brasil y España.  En este juicio se juzgaron los casos de 94 víctimas de las que 70 aún permanecen desaparecidas. A su vez, este juicio es considerado histórico ya que es el primero en el que se televisaron en imagen y audio los testimonios en vivo de los y las sobrevivientes, querellas y familiares de víctimas a través del medio conocido como La Retaguardia.

## Descripción del juicio
El juicio comenzó en 2019 y por primera vez investigó a toda la estructura de Inteligencia del Ejército, incluyendo a los responsables del Ex Centro Clandestino de Detención ubicado en Campo de Mayo, donde estuvieron detenidas ilegalmente la mayoría de las personas secuestradas.
Cuando comenzó el juicio había 9 personas imputadas, fallecieron 3 durante el transcurso del debate,  los ex oficiales de Inteligencia del Destacamento 201 de Campo de Mayo Carlos Blas Casuccio, Raúl Guillermo Pascual Muñoz y Alberto Daniel Sotomayor.  Los imputados recibieron condenas por delitos de lesa humanidad contra 94 víctimas y los jueces dictaminaron que los condenados sean enviados a prisión común.
Este juicio se desarrolló en más de 78 audiencias y fueron oídos más de 250 testimonios por parte de víctimas, familiares y testigos de contexto, entre 2019 y 2021.

## Condenados
La sentencia del TOF N°4 condenó a prisión perpetua por homicidio con alevosía, privación ilegítima de la libertad y tormentos agravados a cinco de los seis acusados por delitos de lesa humanidad en este juicio. Jorge Apa, sexto acusado, quedó por fuera del veredicto ya que su defensa alegó problemas de salud mental que el tribunal se encuentra investigando.
Los condenados fueron: 
- Roberto Dambrosi, exjefe de la Compañía de Actividades Psicológicas del Batallón 601 de Inteligencia. Condenado como coautor penalmente responsable de los delitos de homicidio con alevosía en 78 hechos, privación ilegal de la libertad agravada y aplicación de tormentos agravados en 88 oportunidades;[14]

- Juan Firpo, exjefe de la Central Contrainteligencia y jefe de la División Seguridad del Batallón de Inteligencia 601. Condenado como coautor de los delitos de homicidio con alevosía en 40 casos, privación ilegal de la libertad agravada y aplicación de tormentos agravados en 42 oportunidades;[15]

- Jorge Bano, quien integró la Sección Operaciones Especiales (SOE) de la guarnición de Campo de Mayo. Condenado como coautor penalmente responsable de los delitos de homicidio con alevosía en 73 casos y por 83 hechos por privación ilegal de la libertad agravada y por aplicación de tormentos agravados;[16]

- Eduardo Ascheri, también integrante de la SOE de Campo de Mayo. Condenado como coautor responsable en 28 hechos de homicidio con alevosía, en 33 casos por privación ilegal agravada y tormentos agravados;[14]

- Marcelo Sixto Courtaux, jefe de Actividades Especiales de Inteligencia y Contrainteligencia del Destacamento de Inteligencia 201. Condenado como coautor penalmente responsable de los delitos de homicidio con alevosía en 77 hechos, por privación ilegal de la libertad agravada y aplicación de tormentos agravados en 84 casos.[11]

La fiscal federal Gabriela Sosti reivindicó en su alegato la noción del derecho a la resistencia contra la dictadura  militar de quienes participaron en la “Contraofensiva”.  A su vez, detalló las operaciones lideradas por los altos mandos de la inteligencia militar, y sostuvo que a casusa de las torturas sistemáticas los acusados lograron acceder a información para la ejecución de los delitos.